# Ryan Leaf
Ryan David Leaf (* 15. Mai 1976 in Great Falls, Montana) ist ein ehemaliger US-amerikanischer American-Football-Spieler auf der Position des Quarterbacks. Er spielte für die San Diego Chargers und die Dallas Cowboys in der National Football League (NFL). Der 1,95 Meter große und als enfant terrible bekannte Leaf absolvierte – obwohl er als großes Talent galt – nur 26 NFL-Spiele.

## Karriere
Nach einer vielversprechenden College-Karriere an der Washington State University, in der er 1997 ins All-American Team der besten College-Spieler gewählt worden war, galt Leaf gemeinsam mit Peyton Manning als einer der besten Nachwuchs-Quarterbacks. Hinter Manning wurde Leaf bei der NFL Draft 1998 von den San Diego Chargers an Position zwei ausgewählt, wo er der erste Rookie-Starting-Quarterback seit John Elway wurde, der seine beiden ersten NFL-Spiele gewann. Doch am 3. Spieltag gegen die Kansas City Chiefs komplettierte er nur einen seiner 15 Würfe, erzielte einen Raumgewinn von nur vier Yards und warf zwei Interceptions, womit er das „Kunststück“ schaffte, ein Quarterback Rating von 0,0 für dieses Spiel zu erreichen.
Danach verlor Leaf mit den Chargers fünf der nächsten sechs Spiele, in denen er nur einen Touchdown, dafür elf Interceptions warf und nur 45 % seiner Würfe an den Mann brachte, womit er ein historisch tiefes Quarterback Rating von 39,0 notierte und einen 22 Jahre alten Negativrekord unterbot. Nach dem 11. Spieltag wurde er auf die Ersatzbank verbannt. In dieser Periode fiel Leaf durch arrogantes Verhalten Teamkollegen und Fans gegenüber, Beschimpfungen von Journalisten und häufige Undiszipliniertheiten auf. Kommentator und Ex-NFL-Quarterback Boomer Esiason meinte, noch nie einen so arroganten und unbelehrbaren Rookie gesehen zu haben.
In der Folgesaison 1999 verletzte sich Leaf an der Schulter und fiel für das gesamte Jahr aus. 2000 versuchte Leaf ein Comeback, wurde aber nach elf mäßigen Spielen (elf Touchdowns, 18 Interceptions, Quarterback Rating 56,2) wieder auf die Ersatzbank verwiesen. Weil Leaf wenig Selbstkritik zeigte und häufig Teamkollegen als Sündenböcke abstempelte, wurde er von seinen eigenen Fans ausgebuht.
In der Folgesaison 2001 heuerte Leaf bei den Tampa Bay Buccaneers an. Ex-Chargers-Teamkollege Rodney Harrison bemerkte ironisch, dass Leaf damit San Diego „einen großen Dienst erwies“. In Tampa Bay wurde Leaf, auch aufgrund einer schlecht ausgeheilten Handverletzung, hinter Brad Johnson, Shaun King und Joe Hamilton nur der vierte Quarterback, schaffte nicht den Sprung in den Kader und wurde zu den Dallas Cowboys transferiert. In Texas absolvierte Leaf vier mäßige Spiele (ein Touchdown bei drei Interceptions), ehe er seinen Platz an Eddie LeBaron verlor. 2002 wurde er von den Seattle Seahawks verpflichtet, und auch hier scheiterte Leaf und absolvierte kein einziges Spiel. Leaf beendete seine NFL-Karriere, indem er das teaminterne Meeting der Seattle-Quarterbacks schwänzte und ohne Verabschiedung wegging.
Mit nur 26 Jahren verließ der einstige Nummer-2-Draftpick Leaf die NFL, in denen er lediglich 26 Spiele machte, ein mäßiges Quarterback Rating von 50,0 notierte und nur vier seiner 21 Spiele als Starting-Quarterback gewann. Der Manager der Indianapolis Colts, Bill Polian, der im NFL Draft 1998 den heutigen Superstar-Quarterback Manning anstelle von Leaf draftete, meinte, dass Leaf von Anfang an „mental unreif und zu sehr gehypt“ worden sei. Der Sportsender ESPN nannte Leaf den schlimmsten NFL-Draftpick aller Zeiten und den „Mann, der die Chargers zerstörte“. In einer späteren ESPN-Abstimmung wählten sowohl Experten als auch Fans der NFL Leaf zum „größten sportlichen Flop aller Zeiten“.
Diesen unrühmlichen Titel verlor er zwischenzeitlich an JaMarcus Russell, der zwar ein etwas besseres Quarterback Rating hatte, aufgrund seiner Drogen- und Gewichtsprobleme sowie seinem Verhalten gegenüber Mitspielern und Fans von NFL.com als „schlimmster Draftpick der NFL-Historie, sogar schlimmer als Ryan Leaf“ bezeichnet wurde.

## Privatleben
Leaf war mit seiner Frau Nicole verheiratet, ehe sie sich scheiden ließen. Nach seiner unglücklichen NFL-Karriere wurde er zunächst Golftrainer und Quarterback-Coach an der West Texas A&M University, ehe er wegen unerlaubten Besitzes von über 1000 Tabletten an Schmerzmitteln gefeuert wurde.
Leaf hat zwei Brüder. Seine Mutter Marcia meinte, dass eine Kombination aus „übersteigertem Ehrgeiz, Spannung mit weniger begabten Jugend-Teamkollegen und falsch verstandenem Einzelkämpfertum“ ihren Sohn auf die schiefe Bahn gebracht habe.